# Ивахинова, Инна Саяновна
И́нна Сая́новна Ива́хинова (род. 23 февраля 1989, Улан-Удэ) — российская шахматистка, двукратная чемпионка Европы среди девушек, международный гроссмейстер среди женщин (2012). Депутат Народного Хурала Республики Бурятия VI созыва (с 2018).

## Биография
В шахматы начала играть с 6 лет, играть Инну и её сестру Надежду научил их отец. Затем училась в шахматной кружке ДЮСШ, где первым её учителем был Анатолий Митупов. Первый успех пришёл на чемпионате Бурятии среди девочек до 10 лет в 1996 году, где заняла третье место. Участвовала в чемпионатах Сибири и Дальнего Востока и дважды стала чемпионкой. В 1998 году принимала участие во Всемирных юношеских Играх в Москве.
В 2000 году она начала тренироваться у детского тренера, международного мастера ФИДЕ Тимура Иванова. В том же году впервые приняла участие в чемпионате России среди девушек, где заняла второе место. На чемпионате Европы среди девушек также заняла второе место и стала кандидатом в мастера спорта.
В 2002 году к работе с Ивахиновой подключился Александр Алексеев в качестве промоутера. В 2003 году стала мастером ФИДЕ.
В 2004—2005 годах участвовала в международных турнирах в Новокузнецке и Новосибирске.
Дважды, в 2005 и 2007 годах стала чемпионкой Европы среди девушек. В 2007 году стала международным мастером ФИДЕ. Первый международный мастер по шахматам среди женщин в Бурятии.
В 2006 году окончила среднюю школу и поступила на экономический факультет БГУ, который окончила в 2011 году.
На турнирах в Санкт-Петербурге, в Хорватии и Турции заработала по одному баллу на звание международного гроссмейстера среди женщин. В 2010 году выиграла Первую лигу чемпионата России в г. Иваново, в 2011 году выиграла чемпионат России среди студентов в г. Туапсе.
В 2012 году на чемпионате Европы среди женщин в городе Газиантепе (Турция) выполнила норму международного гроссмейстера ФИДЕ.
В настоящее время[уточнить] Ивахинова учит детей в своей шахматной школе.

## Достижения
- чемпионка Европы среди девушек — 2005 год
- чемпионка Европы среди девушек — 2007 год
- чемпионка России среди студентов — 2012 год
- чемпионка Сибирского федерального округа среди женщин по классическим и быстрым шахматам — 2013 год
- Международный мастер ФИДЕ среди женщин — 2007 год
- Международный гроссмейстер ФИДЕ среди женщин — 2012 год

## Изменения рейтинга
| Графики недоступны из-за технических проблем. См. информацию на Фабрикаторе и на mediawiki.org. |